# Guy Mollet
Guy Mollet (Flers, 1905. december 31. – Párizs, 1975. október 3.) francia politikus, tanár, a Negyedik Francia Köztársaság 17. miniszterelnöke.

## Pályafutása
Apja szövőmunkás volt, harci gáztámadás következtében munkaképtelen hadirokkantként tért vissza az első világháborúból. Guy Mollet állami ösztöndíjjal tanulhatott. 18 évesen csatlakozott a Nemzetközi Munkásszövetség Francia Szekciójához. Lille-ben szerzett angoltanári diplomát. 1936 és 1944 között Arrasban tanított, és a megyében a Pedagógusok Szövetségének főtitkári tisztségét töltötte be. Részt vett az ellenállásban, 1942–44-ben Pas-de-Calais-ban szervezte a polgári és katonai ellenállást.
Franciaország felszabadulása után Arras polgármesterévé és Pas-de-Calais nemzetgyűlési képviselőjévé választották. Mandátumát később is megtartotta. Részt vett 1945-ben az új  alkotmány megszövegezésében. 1946-tól 1969-ig töltötte be a Nemzetközi Munkásszövetség Francia Szekciójának főtitkári tisztségét. Léon Blum harmadik kormányában államminiszter, majd 1950/51-ben René Pleven kormányában az Európa Tanács ügyeiért felelős államminiszter.
Henri Queuille harmadik kormányának miniszterelnök helyettese. 1952-től az Európai Szén- és Acélközösség közgyűlésének tagja, 1954–1956-ban az Európa Tanács parlamenti közgyűlésének elnöke. 
1956. február 1-jén, René Coty elnöksége idején kormányt alakított. Megbízatását azzal kezdte, hogy változtatni akart Franciaország algériai politikáján. Leváltotta Jacques Soustelle-t, Francia Algéria kormányzóját, aki szimpatizált a francia telepesekkel. Helyére Georges Catroux tábornokot akarta kinevezni, de a telepesek heves ellenállásába ütközött. Kormánya teljes függetlenséget adott Marokkónak 1956. március 2-án, és Tunéziának március 20-án. Miniszterelnöksége idején Franciaország Nagy-Britanniát támogatta a szuezi válságban és kormányzása alatt írták alá a római szerződést. 1958/59-ben államminiszter Charles de Gaulle első kormányában. 1969-ben a Francia Szocialista Párt tagja lett.

## Írásai
- Comment les socialistes voient l'Union européenne, 1951
- L'Europe unie, pourquoi, comment, 1953
- Bilan et perspectives socialistes, 1958
- 13 mai 1958 - 13 mai 1962, 1962
- La Construction européenne vue par un socialiste français, 1965
- Les Chances du socialisme. Réponse à la société industrielle, 1968
- Le Socialisme selon Tito, 1971
- 15 ans après. La Constitution de 1958, 1973

## Kapcsolódó szócikk
- Franciaország miniszterelnökeinek listája